# Систиг-Хем (річка)
Систиг-Хем — річка в Республіці Тива, Росія, притока Бій-Хема (Великого Єнісею). Довжина водотоку 150 км, площа басейну становить 4450 км². Середня витрата води — 60 м³/с. Живлення снігове та дощове.